# Сіра (іслам)
Сіра (араб. سيرة) — мусульманська біографічна література, присвячена пророку Магомету. Складається з окремих збірок — сіратів
Мусульмани вірять, що ці біографії здебільшого точно висвітлюють життя та діяльність Магомета. На них спираються під час тлумачення Корану.
Найбільш рання сіра, написана Ібн Ісхаком у Багдаді за дорученням халіфа Мансура у другій половині XIII ст.